# 라우리 마르카넨
라우리 엘리아스 마르카넨(핀란드어: Lauri Elias Markkanen, 1997년 5월 22일~)은 핀란드의 농구 선수로 포지션은 스트레치 포이다. 현재 전미 농구 협회(NBA)의 유타 재즈 소속으로 활동하고 있으며, 종결자(영어: the Finnisher)라는 별명으로 잘 알려져 있다.

## 개인사
반타에서 태어나 이위배스퀼래에서 성장했다. 아버지인 페카도 농구 선수로 활동했으며 형인 에로는 축구 선수이다.